# Accident du Soukhoï SuperJet 100 sur le Salak
L’accident du Soukhoï SuperJet 100 sur le mont Salak, en Indonésie, est une catastrophe aérienne survenue le 9 mai 2012, lors de laquelle un avion de type Soukhoï SuperJet 100 (numéro de vol IATA : RA36801) a disparu au cours d'un vol de démonstration au départ de l'aéroport Halim-Perdanakusuma, avec 45 passagers et membres d'équipage à son bord. 
Le 10 mai, l'épave a été repérée dans une falaise du Salak, un volcan de la province de Java occidental. Compte tenu de la zone de débris étendue, les sauveteurs ont conclu que l'avion avait heurté de plein fouet la montagne et qu'il n'y avait « aucune chance de trouver des survivants ». Il s'agit à la fois de la première perte et du premier accident aérien mortel impliquant le Sukhoi Superjet 100.

## Contexte

### Avion
L'appareil impliqué dans l'accident était un Sukhoi SuperJet 100-95, immatriculé RA-97004 (numéro de série 95004). Il a été fabriqué en 2009 et cumulé plus de 800 heures de vol au moment de l'accident. Le SuperJet 100 est le premier modèle d'avion de ligne produit en Russie depuis la dissolution de l'URSS en 1991.

### Vol de démonstration
Cet avion opérait dans le cadre d'une tournée de démonstration, intitulé « Bienvenue en Asie ! ». Avec un autre SuperJet 100, un vol de démonstration avait été effectué avec succès au Kazakhstan, mais lorsque la tournée s'est ensuite déroulée au Pakistan, les acheteurs potentiels n'ont pu voir l'avion que sur la piste de l'aéroport, car aucun vol n'a eu lieu, apparemment en raison d'un problème technique. Une fuite au niveau d'une buse sur un des moteurs a été découverte alors que l'avion était en route vers le Myanmar, selon Alexander Tulyakov, vice-président de United Aircraft Corporation, et il est alors rentré à Moscou pour réparation. 
L'avion impliqué dans l'accident a ensuite été utilisé en tant qu'avion en remplacement pour poursuivre la tournée. Il était prévu d'effectuer des vols au Laos et au Vietnam. Au moment de l'accident, Soukhoï avait 42 commandes de ce modèle d'avion en provenance d'Indonésie, et 170 au total, et espérait produire jusqu'à 1 000 exemplaires.

### Le Salak

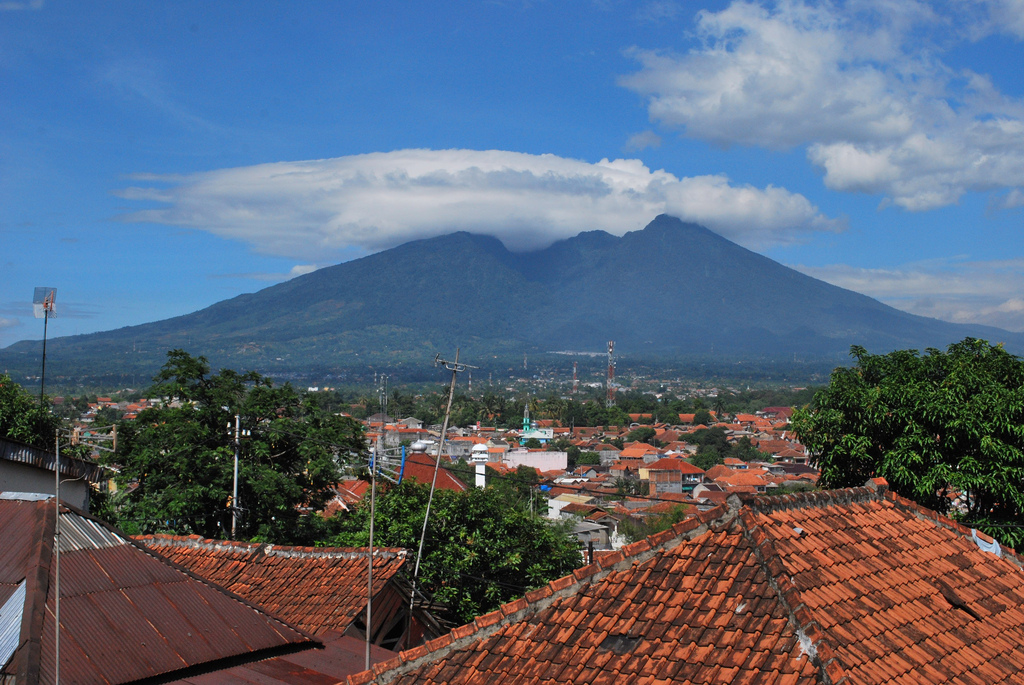
Vue du Salak (lieux de l'accident) depuis Bogor.

Au cours de la décennie 2002-2012, sept accidents aéronautiques ont eu lieu dans la région du volcan Salak. Un avion d'entraînement, peu avant l'accident du Sukhoi Superjet 100, a provoqué la mort de trois personnes ; en 2008, un avion des forces indonésiennes a tué 18 personnes ; cinq personnes ont été tuées en juin 2004, deux en avril 2004, sept en octobre 2003 et une en octobre 2002,.
Le Jakarta Post a ainsi qualifié le Salak de « cimetière d'avions ». La présence de turbulence à basse altitude et des conditions météorologiques imprévisibles, notamment la présence de nuage dense autour du Salak, contribueraient au risque élevé d'accident sur cette montagne.

## Déroulement du vol
Le SSJ-100 effectuait son deuxième vol de démonstration en Indonésie et avait à son bord des hommes d'affaires indonésiens, des journalistes et des membres des sociétés impliquées dans la réalisation du programme de cet avion de transport. L'équipage se composait du chef-pilote de Soukhoï, Alexander Iablontsev (57 ans), ainsi que du copilote Alexander Kotchetkov (44 ans) et du navigateur Oleg Chvetsov (51 ans). L'ingénieur Alexeï Kirkine et l'ingénieur pour les essais en vol Denis Rakhimov se trouvaient également à bord, aux côtés de trois employés de la société Soukhoï ; l'avion emportait 37 non-russes dont 14 indonésiens de Sky Aviation qui avait commandé ce type d'avion.

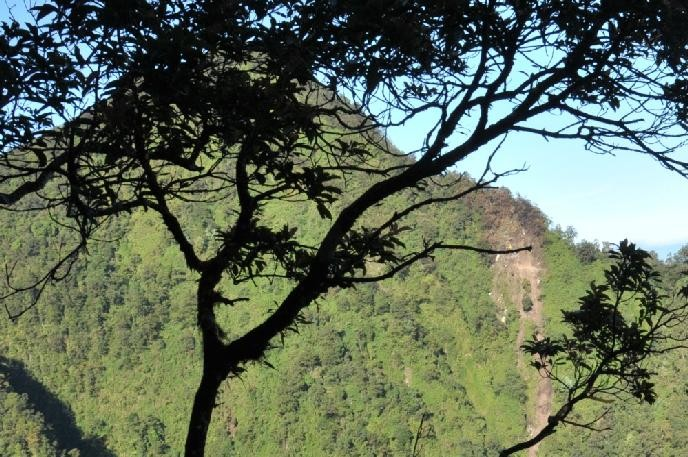
Le flanc est du Salak, montrant l'endroit (à droite) où le SSJ-100 a percuté le relief.

Le contact radio est perdu peu après que l'équipage a demandé à descendre à 6 000 pieds (1 828 mètres). L'avion commence sa descente mais disparaît des écrans de contrôle à une altitude de 5 500 pieds (1 676 mètres). Avant le crash, l'avion dévie de sa trajectoire et survole l'aérodrome militaire d’Atang Sanjaya. L'épave de l'avion est retrouvée à cette altitude, sur un flanc abrupt du Salak, à une cinquantaine de kilomètres au sud de Jakarta. Les 37 passagers et les 8 membres d'équipage à bord ont tous été tués sur le coup.

## Victimes
| Nationalité | Passagers | Équipage | Total |
| ----------- | --------- | -------- | ----- |
| Indonésien  | 34        | 0        | 34    |
| Russe       | 0         | 8        | 8     |
| Américain   | 1         | 0        | 1     |
| Italien     | 1         | 0        | 1     |
| Français    | 1         | 0        | 1     |
| Total       | 37        | 8        | 45    |

## Enquête et opérations de recherche

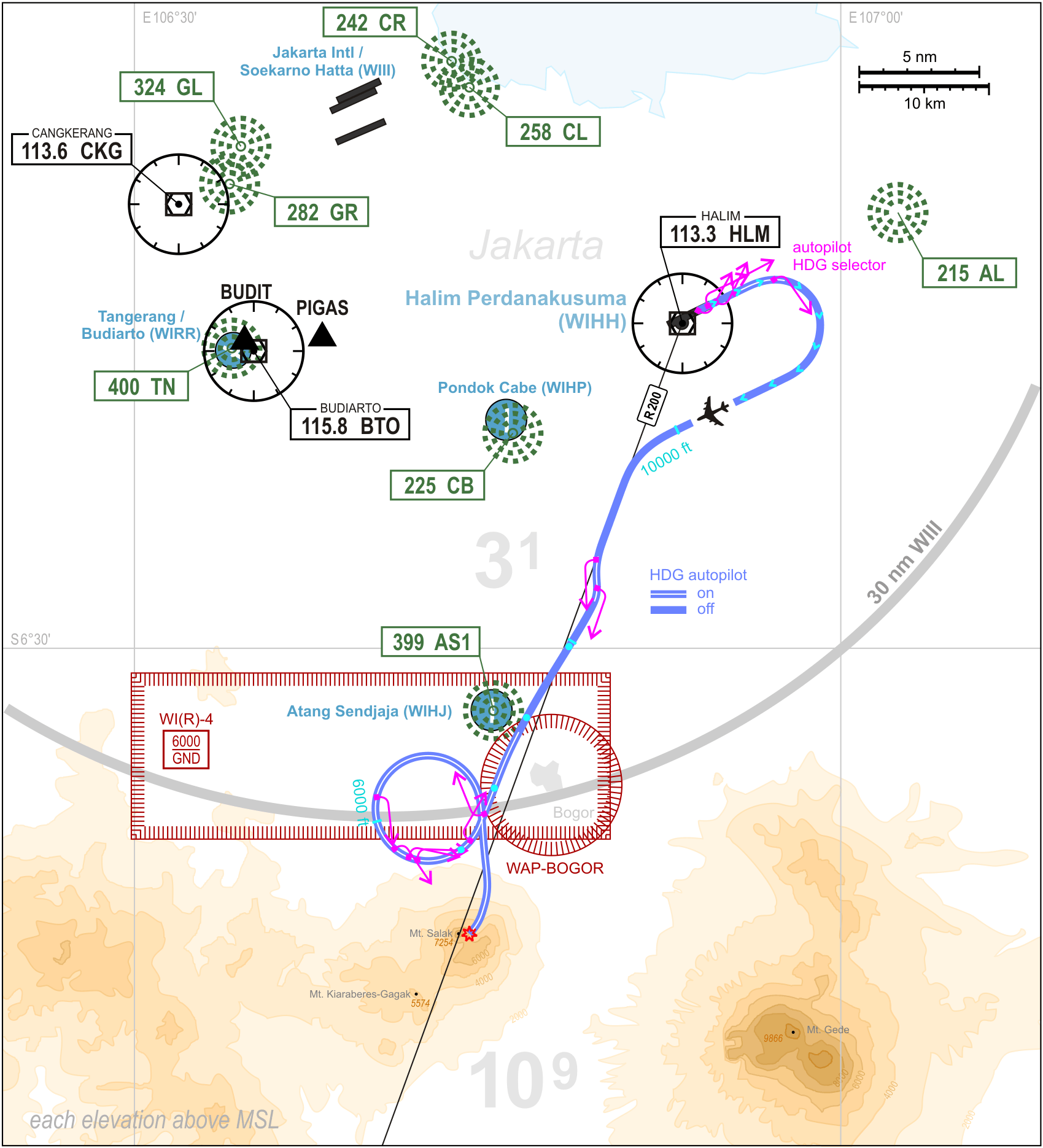
Trajet effectué par l'appareil, depuis le décollage jusqu'au site de l'accident.

Les débris de l'avion après l'accident sont tombés dans une crevasse puis ont été recouverts par un éboulement compliquant les opérations de recherche. L'avion n'est pas entré en collision frontale : le pilote avait cherché à éviter la montagne au dernier moment sans succès. La force de l'impact n'a laissé aucun corps ni élément d'avion en entier. Tous les fragments de corps des victimes ont été identifiés. Les opérations de recherche ont permis de retrouver l'enregistreur phonique (CVR) en bon état le 15 mai 2012 et l'enregistreur des paramètres de vol (FDR) le 31 mai 2012.
L'explication avancée à ce jour par le Comité national pour la sécurité dans les transports indonésien (NTSC), et confirmée par l'analyse des enregistreurs de bord est une série d'erreurs humaines. 
Du fait de la surcharge de travail et du manque d'attention, le contrôleur aérien indonésien a autorisé l'ensemble des manœuvres sans établir les altitudes minimales, alors qu'il avait la possibilité de voir qu'elles étaient inappropriées. De plus, le système de contrôle radar de Jakarta n'était pas équipé d'un système de détection d'altitude minimum (en) (MSAW) fonctionnel pour la région entourant le Salak.
Le système d'avertissement et d'alarme d'impact (TAWS) a fonctionné mais a été ignoré et désactivé par l'équipage, car ils étaient persuadés de se trouver dans une zone sans reliefs (leurs cartes de navigation ne mentionnant pas la présence d'une montagne) . L'analyse du CVR n'avait pas révélé de défaillance technique jusqu'au moment de l'impact, ce qui confirme cette hypothèse.
D'autre part, d'après l'analyse des boites noires, l'équipage dans le cockpit aurait été distrait par une longue conversation avec des passagers et sans rapport avec le déroulement du vol, au moment du crash; cela a fait que le pilote aux commandes n'a pas continué à modifier le cap de l'avion pendant qu'il effectuait le virage. Par conséquent, l'avion est sorti involontairement du virage et, au lieu de repartir en direction de Jakarta au nord, s'est dirigé vers le sud, en direction de la montagne.

## Médias
L'accident a fait l'objet d'un épisode dans la série télé Air Crash nommé « Test mortel en Indonésie » (saison 18 - épisode 5).